# Termas do Luso

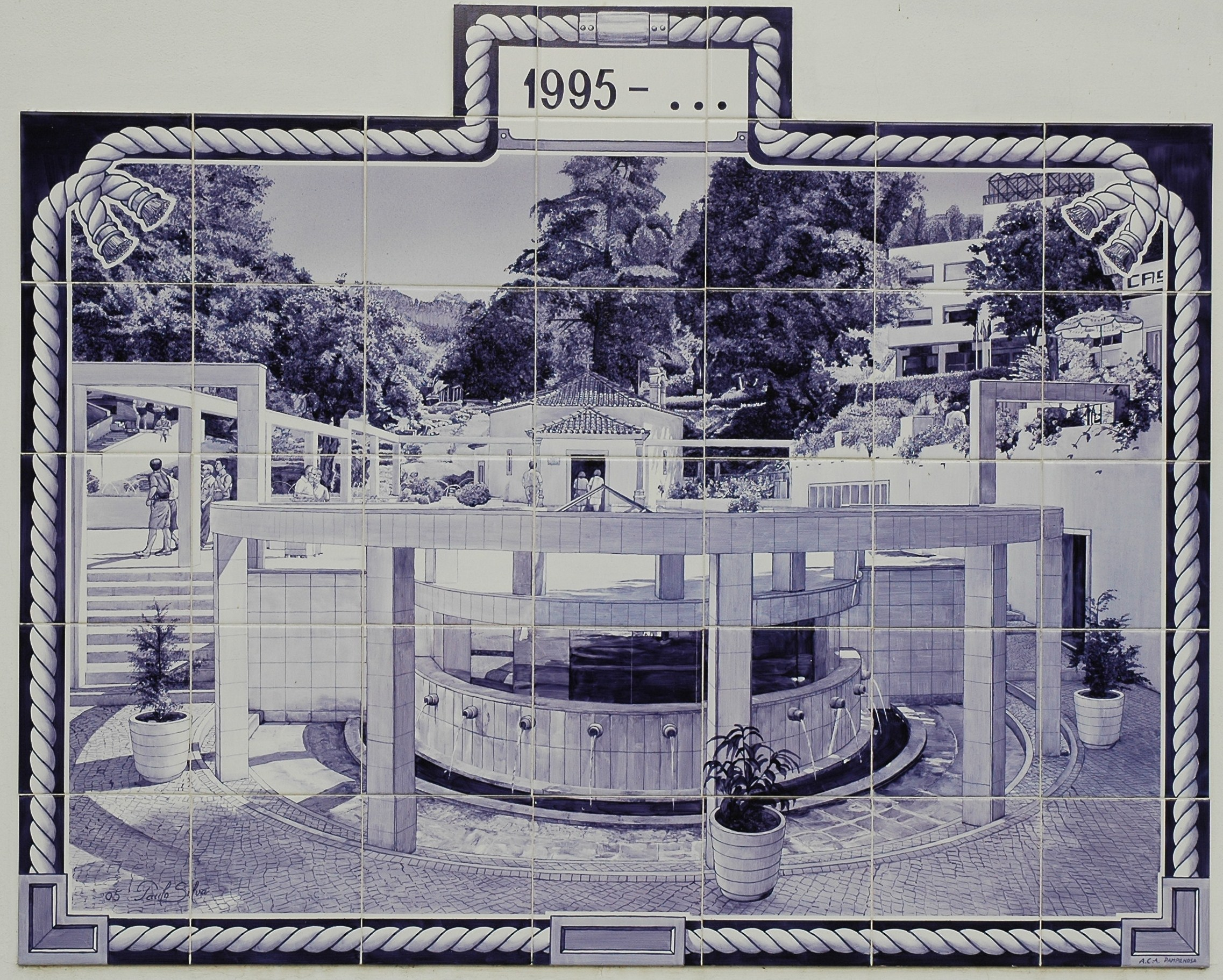
Fonte do Luso

As Termas do Luso situam-se na freguesia de Luso, Mealhada, Portugal.
A água é hipossalina, mesotermal, cloretada sódica, sendo a concentração de sílica cerca de 26% do valor de mineralização total.

## Indicações Terapêuticas
Afecções das vias respiratórias, afecções nefro-urinárias, afecções reumáticas e músculo esqueléticas, aparelho circulatório.